# Exacum walkeri
Exacum walkeri är en gentianaväxtart som beskrevs av George Arnott Walker Arnott och August Heinrich Rudolf Grisebach. Exacum walkeri ingår i släktet Exacum och familjen gentianaväxter. Inga underarter finns listade i Catalogue of Life.